# Ossining (village, New York)
Ne doit pas être confondu avec Ossining.
Ossining est un village du comté de Westchester, dans l'État de New York, aux États-Unis,. En 2010, il compte une population de 25 060 habitants.

## Démographie
Lors du recensement de 2010, le village comptait une population de 25 060 habitants, tandis qu'en 2019, elle est estimée à 24 812 habitants.

## Source
- (en) Cet article est partiellement ou en totalité issu de l’article de Wikipédia en anglais intitulé « Ossining (village), New York » (voir la liste des auteurs).